# Lisa Marie Presley
Lisa Marie Presley (Memphis, 1º febbraio 1968 – Los Angeles, 12 gennaio 2023) è stata una cantautrice statunitense, figlia del cantante Elvis Presley e dell'attrice Priscilla Presley.

## Biografia

### Primi anni

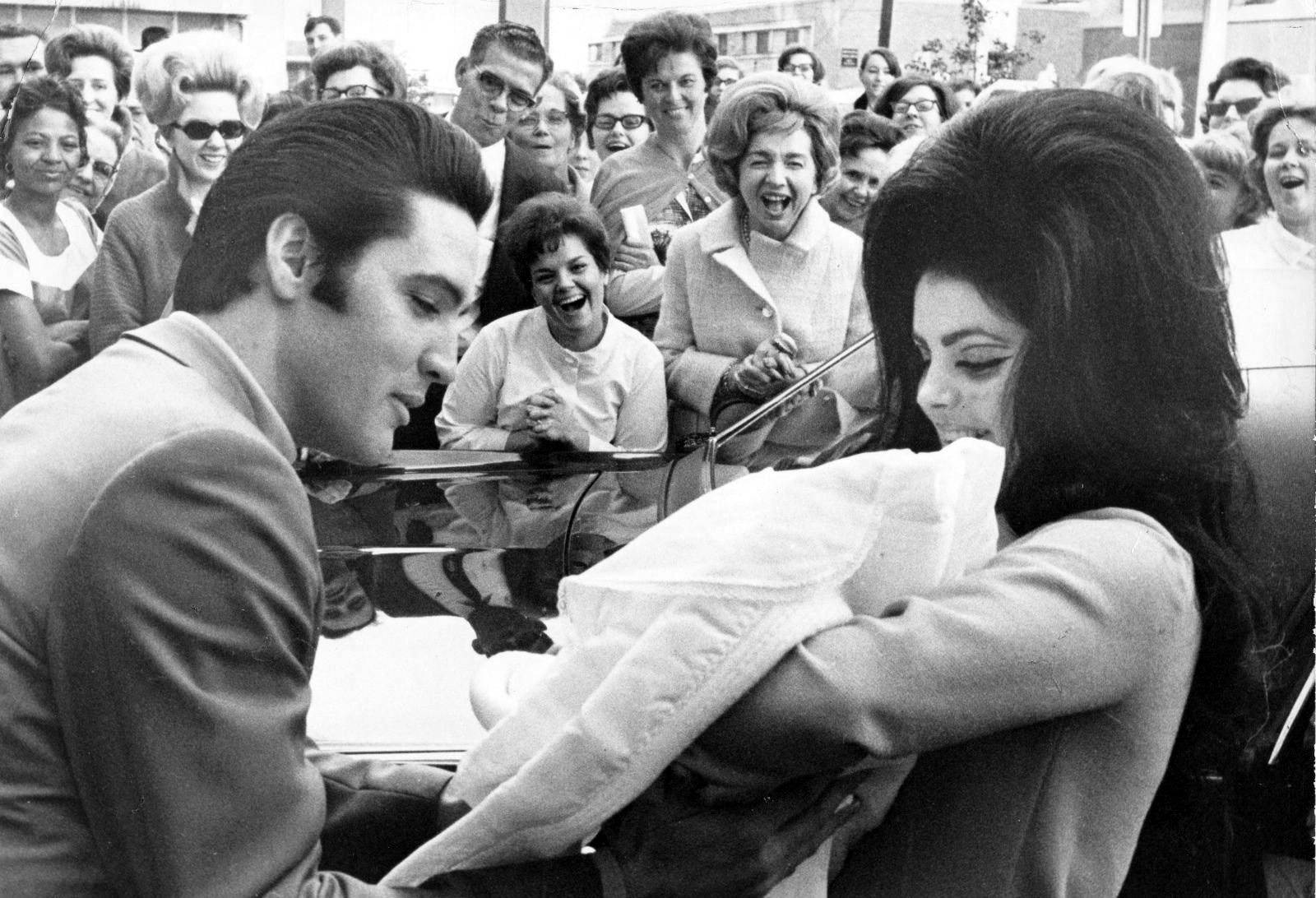
Elvis Presley e sua moglie Priscilla mostrano la loro figlia Lisa Marie al pubblico nel febbraio 1968

Unica figlia di Elvis Presley e di sua moglie Priscilla, Lisa Marie frequentò una lunga serie di scuole, principalmente collegi, ubicati soprattutto a Los Angeles, Ojai e Ventura County, California; venne tuttavia espulsa per possesso illegale di droga, in particolare cocaina, la cui dipendenza fu per lei a lungo un problema, oltre che la dipendenza da oppioidi, di cui la stessa artista, in interviste e varie pubblicazioni , ammetterà di aver abusato. Per circa trentacinque anni fu una seguace della setta di Scientology a Los Angeles, alla quale si era avvicinata tramite la madre Priscilla, che la portò a essa qualche anno dopo la morte del padre.

### Carriera artistica
Intima amica dell'ex fidanzata del padre Linda Thompson, nel 2003 cominciò la sua carriera da cantante solista su consiglio del produttore David Foster, marito della Thompson. Il suo album d'esordio, To Whom It May Concern, ebbe un discreto successo e arrivò al quinto posto tra i dischi più venduti negli Stati Uniti, cogliendo risultati apprezzabili anche in altre nazioni come la Gran Bretagna. Per l'album la cantante lavorò con produttori pop-rock come Glen Ballard e Clif Magness e scrisse una canzone con il frontman degli Smashing Pumpkins, Billy Corgan.

Nel 2005 pubblicò il suo secondo CD, Now What, che fu il nono più venduto dell'anno in America, nonostante alcune censure subite. Nel suo secondo lavoro la Presley fu molto più a suo agio come cantautrice e cantante e abbracciò un suono rock più diretto. I singoli del nuovo disco furono Dirty Laundry, Idiot e Thanx. Nell'album era inoltre contenuta la canzone Shine cantata in duetto con Pink.

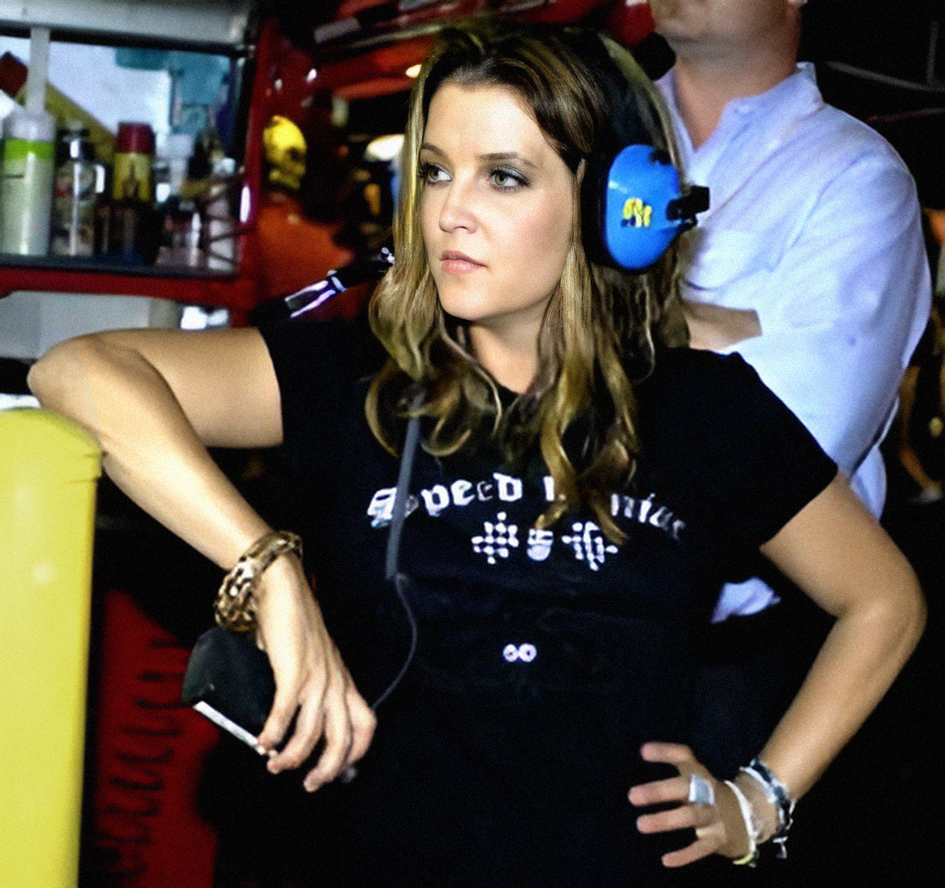
Lisa Marie Presley alla Daytona International Speedway nel 2005

Nel 2007 duetta "virtualmente" con Elvis in una nuova versione del singolo In the Ghetto (1969), in commemorazione del trentennale dalla scomparsa di suo padre.
Nell'ottobre del 2009 duettò sul palco a Londra insieme al cantante Richard Hawley nella canzone Weary, che verrà pubblicata nel successivo album della cantante, per il quale Hawley scrisse anche altre due canzoni.
Nel 2012 esce il suo terzo, e ultimo, album: Storm & Grace che AllMusic definì «un lavoro più forte, più maturo e più efficace di quanto ci si potesse aspettare. [...] La Presley sta finalmente sviluppando una personalità musicale che le si addice davvero». Dall'album vennero estratti i singoli You Ain't Seen Nothin' Yet e Over Me. Lo stesso anno si allontana dalla setta di Scientology che lascerà definitivamente nel 2014. Sempre nel 2012 realizza un altro singolo in duetto con una registrazione del padre: I Love You Because (accompagnato anche da un videoclip) che la Presley registrò su suggerimento del famoso produttore T-Bone Burnett, in commemorazione del 35º anniversario della morte di Elvis.

### Suicidio del figlio ed ultima apparizione
Nel 2020 perde improvvisamente il figlio Benjamin Storm Keough che si suicida all'età di 27 anni. Nel giorno del ventottesimo compleanno del figlio, la Presley scrive sui social: «La mia anima se n'è andata con te. Per favore, aspettami, amore mio, e stringimi la mano mentre resto qui, perché io possa proteggere e crescere le tue sorelline e stare accanto a Riley». Da allora l'artista, che si dichiara devastata dalla perdita, si ritira a vita privata e torna brevemente in pubblico solo per alcune apparizioni per la promozione del film Elvis (2022) di Baz Luhrmann, l'ultima delle quali ai Golden Globe il 10 gennaio 2023, appena due giorni prima della morte.

### La morte

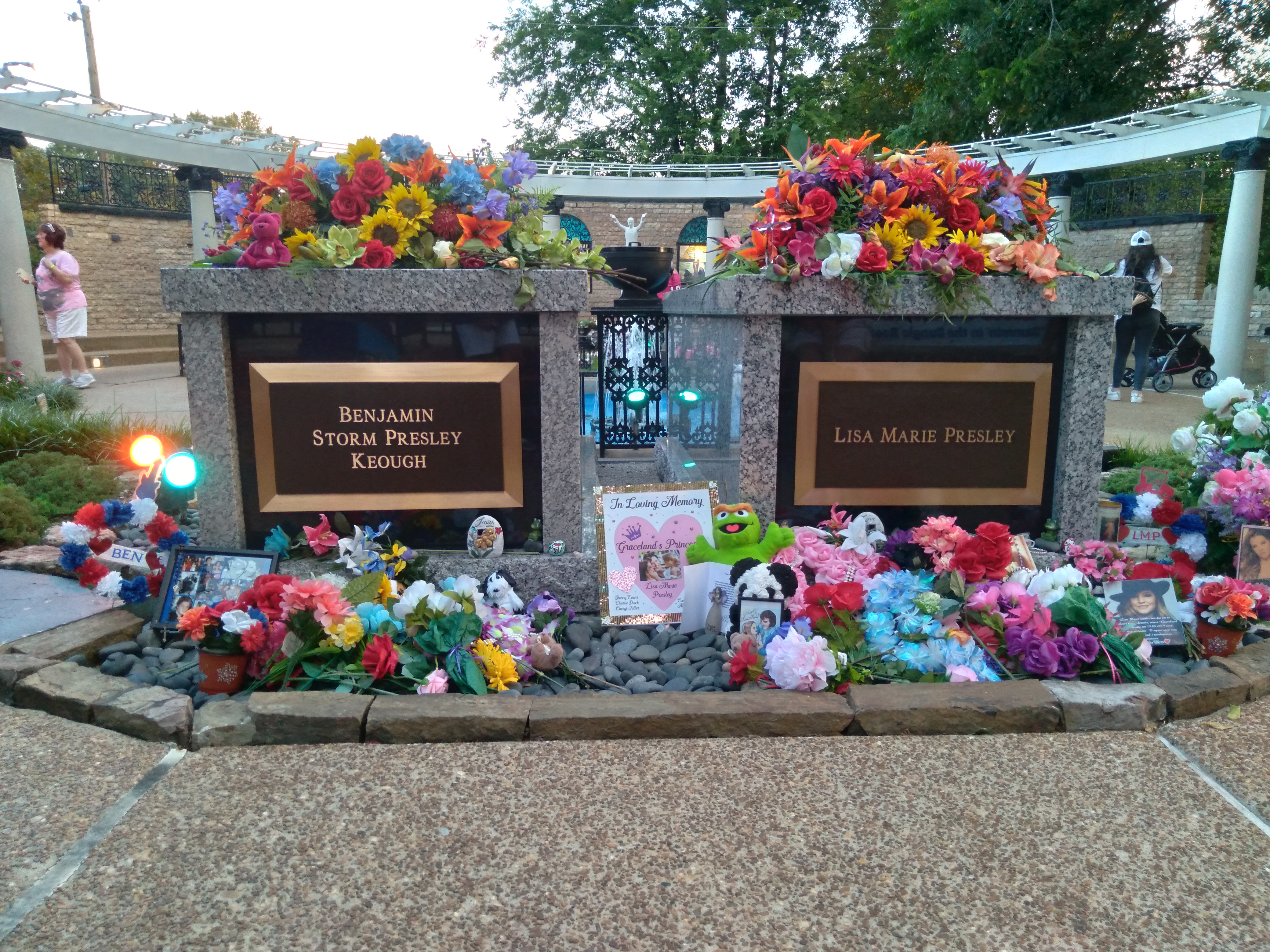
La tomba di Lisa Marie Presley, accanto a quella del figlio Benjamin, a Graceland

È morta il 12 gennaio 2023, a 54 anni, per un'occlusione intestinale, a seguito di un intervento di chirurgia bariatrica. Il 22 gennaio 2023 è stata sepolta vicino al figlio Benjamin e a suo padre nella famosa tenuta di famiglia di Memphis, Graceland, dopo una cerimonia funebre trasmessa in diretta in televisione e sui social network alla quale hanno partecipato varie star del mondo della musica e dello spettacolo come Axl Rose dei Guns N' Roses, che ha cantato November Rain al pianoforte, Alanis Morissette, che ha cantato Rest, Billy Corgan, che si è esibito in To Sheila, oltre che all'attore Austin Butler, interprete di Elvis nell'omonimo film, e la duchessa di York, Sarah Ferguson, amica della cantante.

## Vita privata
Alla Scientology School incontrò il primo marito Danny Keough. Si sposarono il 3 ottobre 1988 ed ebbero due figli: Danielle Riley e Benjamin Storm (1992-2020). Divorziarono il 6 maggio 1994.
Il 26 maggio 1994 sposò in gran segreto a Santo Domingo il cantante Michael Jackson. Il matrimonio fu criticato dai media e diede alla Presley, che fino ad allora aveva mantenuto un profilo basso apparendo poche volte in pubblico, per la prima volta una grande popolarità mediatica in tutto il mondo. Durò poco più di due anni: i due divorziarono il 20 agosto 1996 rimanendo in buoni rapporti.
Il 10 agosto 2002 si sposò con Nicolas Cage dal quale divorziò il 26 maggio 2004. Dal 2006 fu sposata con il chitarrista Michael Lockwood, da cui ebbe due figlie gemelle. Nel 2016 i due divorziarono dopo che la cantante dichiarò di aver trovato delle immagini indecenti riguardanti dei minori sul PC del marito. Lockwood negò l'accaduto e dichiarò si trattasse di una tattica dell'ex moglie per avere in affidamento le due figlie e in seguito le accuse a suo carico caddero.

## Imprenditrice

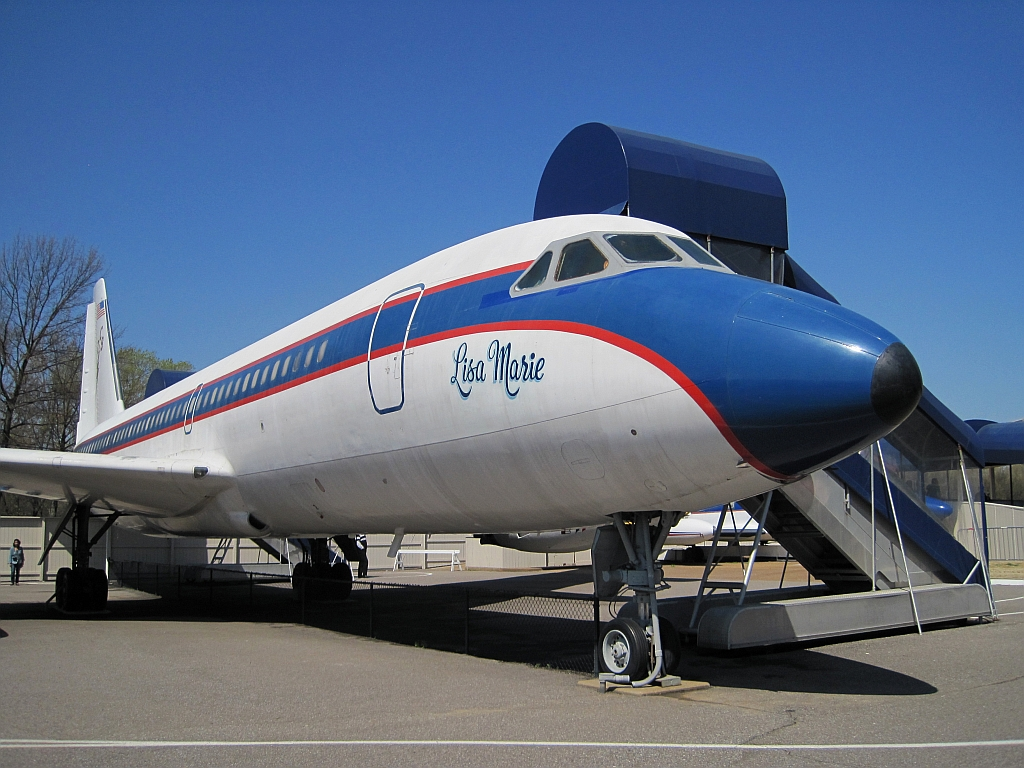
L'aeroplano personale di Elvis Presley, che il cantante chiamò "Lisa Marie" in onore della figlia, parcheggiato fuori da Graceland

Dal 1993 Lisa Marie Presley era proprietaria esclusiva della tenuta del padre, Graceland, comprensiva di tutti i cimeli, gli arredi, le vetture e i beni in essa contenuti oltre che dei due aerei personali del padre, tra i quali un Convair 880 della Delta Air Lines che il cantante acquistò nel 1975 e rinominò "Lisa Marie" in onore della figlia. Nel 2004 ha venduto l'85% di tutti i diritti del marchio sul nome e l'immagine di Elvis, per circa 100 milioni di dollari, al miliardario Robert F.X. Sillerman, incluse la proprietà intellettuale, la raccolta di fotografie, documenti d'archivio e filmati, il catalogo di pubblicazioni musicali e altri investimenti. L'organizzazione turistica di Graceland, nonché il vasto agglomerato di attività commerciali sorto al di fuori della proprietà, sono in parte gestite dalla Elvis Presley Enterprises di cui Lisa Marie Presley è stata la fondatrice, detenendo il 15% delle azioni, e dalla Authentic Brands Group, con sede a New York, che gestisce tutti i diritti d'autore e d'immagine di Elvis Presley, oltreché di svariate altre star americane. Il titolo di proprietà di Graceland e della proprietà circostante, inclusa la maggior parte degli effetti personali di Elvis, è rimasto a Lisa Marie Presley fino al giorno della sua morte, quando è passato alle sue tre rimanenti figlie.

## Discografia

### Album in studio
- 2003 – To Whom It May Concern
- 2005 – Now What
- 2012 – Storm & Grace

### EP
- 2003 - Lisa Marie Presley

### Singoli
- 2003 - Lights Out
- 2003 - Sinking In
- 2005 - Dirty Laundry
- 2005 - Idiot
- 2005 - Thanx
- 2007 - In the Ghetto (in duetto con suo padre Elvis)
- 2012 - You Ain't Seen Nothin' Yet
- 2012 - Over Me
- 2012 - I Love You Because (in duetto con suo padre Elvis)

## Videografia

### Home video
- 2003 - Lights Out EPK

### Comparse
- 1995 - You Are Not Alone (videoclip di Michael Jackson)

## Tour
- S.O.B. Tour (2003–2004)[34]
- Now What Tour (2005–2006)[34]
- Storm & Grace Tour (2012–2014)[34]